# Geografie Austrálie
Geografie Austrálie je tvořena pestrou paletou biogeografických oblastí, které z hlediska velikosti zajišťují Austrálii - jako kontinentu - až poslední místo, avšak Austrálii - jako státu - místo šesté. Obyvatelstvo Austrálie se soustředí v oblastech východního a jihovýchodního pobřeží. Geografický charakter Austrálie je značně proměnlivý, zahrnuje oblasti se zasněženými horskými vrcholy jako Australské Alpy a Tasmánii, stejně jako rozlehlé pouště nebo tropické pralesy a lesy mírného pásma.
Na severu Austrálie sousedí s Indonésií, Východním Timorem a Papuou Novou Guineou, na severovýchodě se Šalomounovými ostrovy a Vanuatu a na jihovýchodě s Novou Kaledonií a Novým Zélandem.

## Fyzická geografie
Austrálie je zároveň stát, ostrov a kontinent. Je situována v Oceánii mezi Indickým oceánem a Tichým oceánem na zeměpisných souřadnicích 27° j.š 144° v.d. Rozloha 7 686 850 km2 včetně Ostrova lorda Howa a ostrova Macquarie ji řadí na šesté místo největších zemí světa. Je jen o málo menší než USA (bez Aljašky a Havajských ostrovů) a 31,5krát větší než Velká Británie.
Celková délka pobřeží Austrálie je 35 876 km a dalších 23 859 km představuje délka pobřeží australských ostrovů. Při pobřeží se nachází 758 zátok, nejčastěji v tropickém a subtropickém pásmu. Austrálie si nárokuje rozsáhlou oblast výsostných vod o celkové ploše 8 148 250 km², v níž není zahrnuta oblast Australského antarktického teritoria. Austrálie disponuje nejrozsáhlejšími výhradními právy na využití přilehlých vod ze všech zemí světa. Austrálie nemá žádné suchozemské hranice. Nejsevernější pevninské body leží na Yorském poloostrově v Queenslandu a v Top End v Severním teritoriu.
Západní polovina Austrálie je tvořena Západní vysočinou s pásmem hor táhnoucích se téměř od západního pobřeží a přecházejících do nížin v blízkosti středu kontinentu. Kromě Hamersleyho, MacDonnellova a Musgraveho pohoří je Západní vysočina plochá. Povrchové vody je v Západní Austrálii nedostatek, na západě a na severu oblasti však protéká několik větších řek jako například Murchisonova řeka a Ashburtonova řeka na západě nebo Victoriina řeka v Západním Austrálie.
Velké předělové pohoří se táhne poblíž východního pobřeží Austrálie, a odděluje tak poměrně úzké příbřežní pásmo země od zbytku kontinentu. Lesy mírného pásma, které se zde rozkládají, poskytují příjemné prostředí, jsou zde vysoké srážky, hojná a rozmanitá flora a fauna a nejhustší zalidnění.
Mezi Velkým předělovým pohořím a Západní vysočinou se rozkládá Centrální nížina sestávající z Velké artéské pánve a největšího australského říčního systému, povodí řek Murray a Darling a Eyreova jezera.
Podél východního pobřeží Austrálie se táhne nejrozsáhlejší korálový útes světa Velký bariérový útes. Pod jihovýchodním cípem Austrálie leží velký hornatý ostrov Tasmánie.

### Geologie

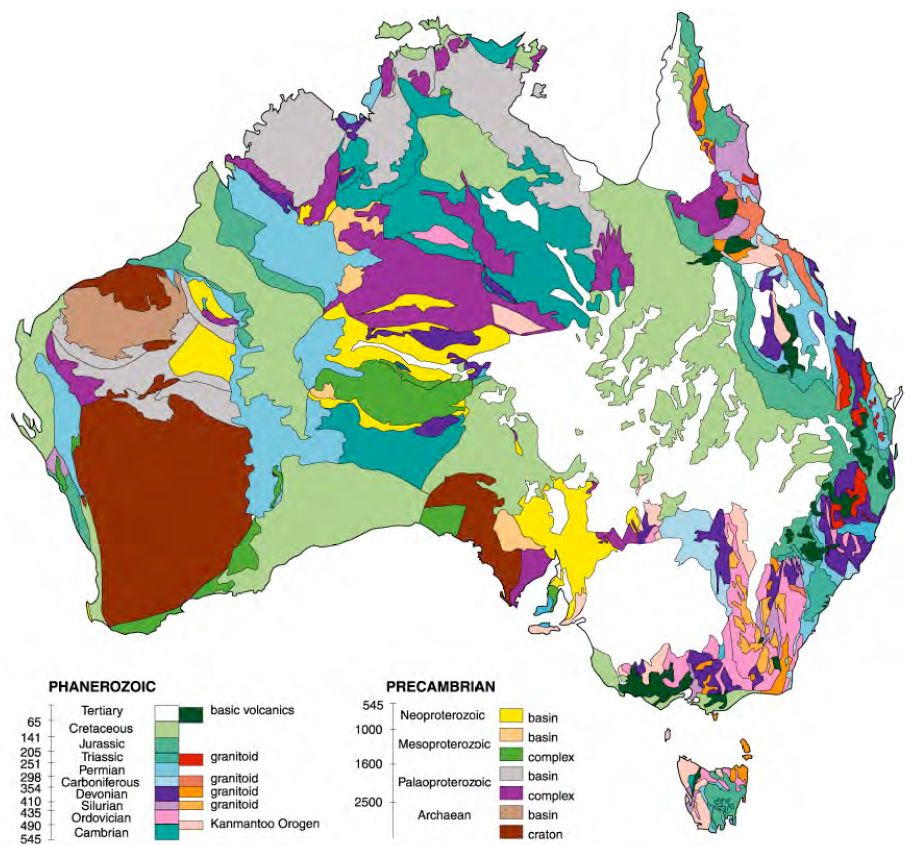
Hlavní geologické jednotky Austrálie

Austrálie je nejrovnější a nejstarší kontinentální zemská masa, má nejnižší průměrnou výšku a poměrně klidnou geologickou historii. Geologické síly jako tektonický výzdvih horských pásem nebo tření mezi kontinentálními deskami působily zejména v rané geologické historii Austrálie, kdy byla ještě součástí prakontinentu Gondwana. Nejvyšší bod se jmenuje Mount Kosciuszko vysoký 2.228 m, což je zanedbatelné ve srovnání s nejvyššími vrcholy jiných kontinentů. Proces vodní eroze a zvětrávání značně poznamenávají povrch Austrálie.
Austrálie se rozkládá uprostřed tektonické desky, kde se v současnosti nevyskytuje aktivní vulkanismus. K drobným zemětřesením nepůsobícím větší škody dochází pravidelně, větší zemětřesení dosahující síly větší než 6 stupňů Richterovy škály přicházejí v průměru každých pět let. Největší část povrchu Austrálie představují nížiny, na nichž se rozkládají pouště a na jihovýchodě pastviny a úrodná půda. V horách na Tasmánii ani v Australských Alpách se nevyskytuje trvalá sněhová pokrývka ani ledovce, třebaže tomu tak v minulosti bylo. Velký bariérový útes, nejrozsáhlejší korálový celek na Zemi, se táhne nedaleko od východního pobřeží Austrálie. Mount Augustus v Západní Austrálii je největší skalní monolit na světě.

### Oblasti
Australská kontinentální zemská masa sestává ze šesti charakteristických geografických oblastí:
- Východní vysočina zahrnující Velké předělové pohoří, úrodné pastviny akáciového pásma při východním pobřeží a Východní pahorkatinu
- Východní náplavové roviny a nížiny povodí řek Murray a Darling v jižní části země, k nimž náleží také povodí Eyrova jezera a oblast Carpentarského zálivu
- Jihoaustralská vysočina včetně Flindersova pohoří, Eyrova poloostrova a Yorkova poloostrova
- Západní vysočina a Nullarborská nížina
- Centrální poušť
- Severní vysočina a pánev včetně poloostrova Top End

### Hydrologie
Australské vnitrozemí je mimořádně suché a nízký úhrn průměrných ročních srážek způsobuje, že koryta vnitrozemských toků a jezera jsou většinu roku vyschlá. Horní úseky některých toků v tropických oblastech s dostatkem srážek mají vysoké hodnoty průtoků. Povodně způsobené přívalovým dešti drasticky proměňují prostředí a ekologický systém centrální Austrálie se musí střídání cyklů sucha a dešťů dobře přizpůsobit.
Velká artéská pánev představuje důležitý zdroj vody, je to zároveň největší a nejhlouběji položená zásobárna sladké vody na světě. Dostupnost vody v této oblasti vedla k rozšíření pastevectví i na místech, kde by dřív dobytek nedokázal přežít. Četná města a vesnice po celé zemi musí občas čelit nedostatku zásob vody, a proto jsou uplatňována opatření omezujících používání vody. S měnící se situací se tato opatření dotýkají různých okruhů činností.
Billabong je australský název pro mrtvá ramena – stojaté vody, která se mohou vytvářet podél meandrujících vodních toků. Výšky australských vodopádů jsou v celosvětovém měřítku podle World Waterfall Database celkem zanedbatelné, nejvyšší australský vodopád Wollomombi Falls v Novém Jižním Walesu zaujímá v jejím světovém žebříčku až 135 místo.

## Politická geografie
Austrálie se skládá ze šesti států, dvou velkých a několika menších teritorií. Státy: Nový Jižní Wales, Queensland, Jižní Austrálie, Tasmánie, Viktoria a Západní Austrálie; dvě hlavní teritoria: Severní teritorium a Teritorium hlavního města Austrálie.
V Austrálii se nachází rovněž několik menších teritorií: federální vládní administrativní oblast uprostřed Nového jižního Walesu a Teritorium Jervisova zátoka sloužící jako námořní základna a přístav hlavního města. Kromě těchto Austrálii patří ještě několik obydlených teritorií ležících mimo kontinent (ostrov Norfolk, Vánoční ostrov, Kokosové ostrovy) a několik převážně neobydlených teritorií (Ashmorův a Cartierův ostrov, Ostrovy Korálového moře, Heardův ostrov a McDonaldovy ostrovy a Australské antarktické území).

## Podnebí

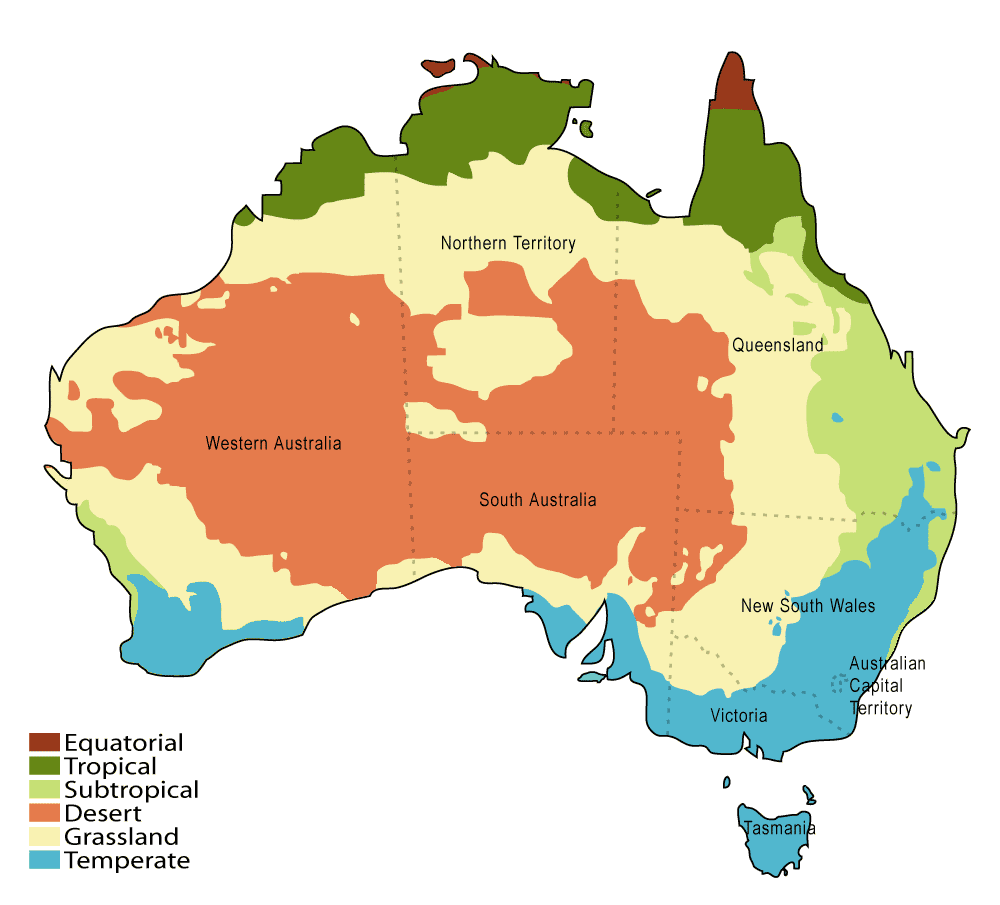
Mapa podnebí Austrálie

Největší část povrchu Austrálie tvoří pouště nebo polosuché oblasti a 40% rozlohy je pokryto písečnými dunami Osmnáct procent povrchu země zaujímá Australská poušť. Pouze v jihovýchodní a jihozápadní části země je mírné podnebí a úrodná půda Oblast severní Austrálie má tropické podnebí a je tvořena tropickými pralesy pouští i pastvinami
Úhrny srážek jsou značně proměnlivé; v důsledku klimatického jevu El Niño souvisejícího s jižní oscilací někdy v Austrálii nastávají sucha trvající často i několik sezón Občas nastávají písečné bouře které dokážou pokrýt pískem celé oblasti nebo dokonce státy a rovněž byla hlášena mohutná tornáda Vzrůstající míra salinity a rozšiřování pouští v některých oblastech zcela pustoší krajinu
Poloha Austrálie v tropickém a subtropickém pásmu ve spojení se studeným oceánem při západním pobřeží způsobují že je západní část země tvořena horkou a suchou pouští což jsou hlavní charakteristiky velké části kontinentu Studené vodní masy neumožňují dostatečný výpar a produkci vláhy tak potřebné pro vnitrozemí Australští a američtí výzkumníci vypracovali roku 2005 studii o rozšiřování vnitrozemské pouště jejíž výsledky poukazují na skutečnost že původci tohoto stavu mohli být lidé kteří do země přišli zhruba před 50 000 lety Pravidelné vypalování australských stepí a porostu které tvořily až 70% povrchu Austrálie mohlo způsobit změnu klimatu a odklonu monzunových větrů přinášejících vláhu do vnitrozemí

## Živelní nebezpečí
V Austrálii je přítomné riziko požárů vegetace, cyklónů při severním pobřeží, silných bouří a občasných povodní.

### Požáry
Požáry trávy a buše jsou v Austrálii běžné. Požáry trávy se pohybují rychle, přestávají hořet do 5 až 10 sekund a dohořívají minuty. Mají nízkou až střední intenzitu a většinou poškozují pole, hospodářská zvířata a infrastrukturu farem. Požáry buše jsou obecně pomalejší, ale mají vyšší výdej tepla - přestávají hořet do 2 až 5 minut, avšak dohořívají dny. Oheň, který zachvátí koruny stromů, se může pohybovat velmi rychle.
Požáry buše jsou částí životního prostředí Austrálie. Přírodní ekosystémy se na oheň adaptovaly a prostředí je tvarováno historickými i nedávnými požáry. Mnoho australských plodin je náchylných k vznícení a velmi dobře hoří, zatímco regenerace mnoha druhů je závislá na ohni.

## Životní prostředí
Hlavní témata: eroze půdy v důsledku nadměrné pastvy, rozvoje průmyslu, urbanizace a nevhodnými farmářskými praktikami; salinita půdy v Austrálii se zvyšuje v důsledku špatné kvality vody; rozšiřování pouštních oblastí (desertifikace) částečně způsobené evropskými osadníky a spásání travního porostu přivezenými králíky; dovezení škůdci; zabírání zemědělské půdy a ohrožení původního životního prostředí mnoha jedinečných živočišných a rostlinných druhů; Velký bariérový útes u severovýchodního pobřeží – největší korálový celek na světě je ohrožen následkem nadměrného turismu, omezené zdroje sladké vody; ohrožení původní zvířeny zavlečenými druhy.

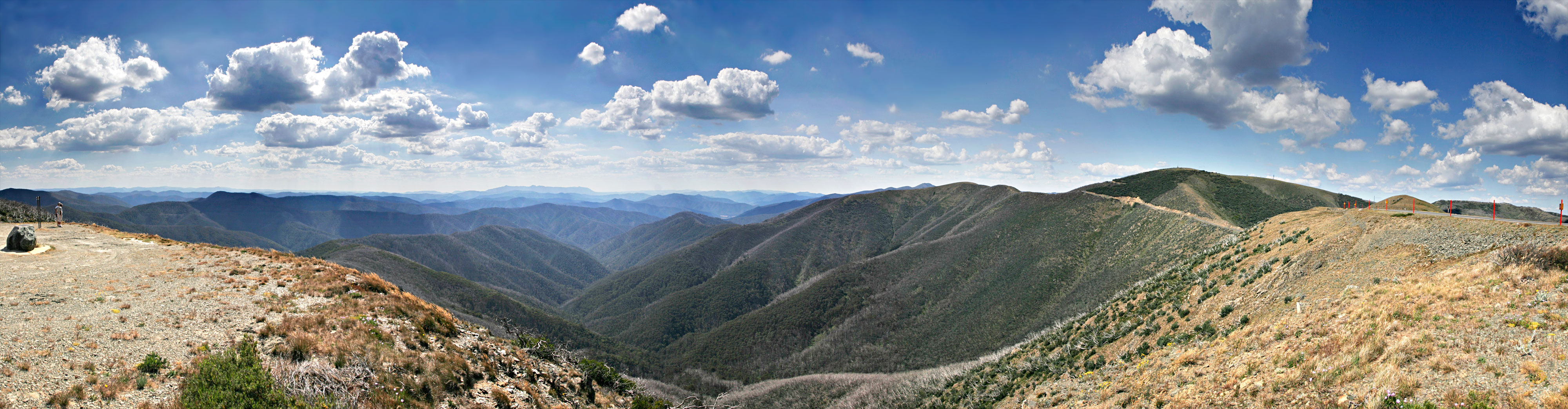
Viktoriánské Alpy